# Soğukkuyu, Kulu
Soğukkuyu là một xã thuộc huyện Kulu, tỉnh Konya, Thổ Nhĩ Kỳ. Dân số thời điểm năm 2011 là 309 người.